# Elatostema obtusum
Elatostema obtusum är en nässelväxtart som beskrevs av Hugh Algernon Weddell. Elatostema obtusum ingår i släktet Elatostema och familjen nässelväxter. Utöver nominatformen finns också underarten E. o. trilobulatum.